# Birobidjan

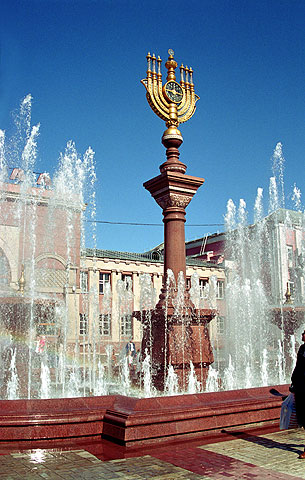
Praça principal

Birobidjan (em russo Биробиджа́н; em íidiche ביראָבידזשאן) é uma cidade da Federação Russa, a capital do Oblast Autônomo Judaico. 
A cidade é cortada pelos rios Bira e pelo Bidjan, na fronteira com a China, e é atravessada pela ferrovia Transiberiana, que garante o contato entre Birobidjan e Moscou. Suas coordenadas geográficas são: 48°48′N 132°57′E. Segundo o censo de 2002, a cidade possui 77 250 habitantes. No livro O Exército de um Homem Só de Moacyr Scliar, os personagens principais migraram de Birobidjan para Porto Alegre, o livro conta a história do Império Russo e da União Soviética, sendo que os personagens principais são judeus e um deles é um comunista que sonha com um mundo livre, querendo fundar uma nova sociedade nas vizinhanças de Porto Alegre, com o nome de Nova Birobidjan.

## Clima
O clima é continental com bastante influência monçônica, onde de acordo com a Köpen-Geiger o clima dessa cidade entre os anos de 1961 a 1990 é Dwb, o tempo é bastante frio no inverno, com temperaturas .